# SMS G 92
G 92 – niemiecki niszczyciel z okresu I wojny światowej. Ósma jednostka typu G 85. Okręt wyposażony w trzy kotły parowe opalane ropą. Zapas paliwa 326 ton. W 1918 roku internowany w Scapa Flow. 21 czerwca 1919 roku osadzony na płyciźnie po próbie samozatopienia. Złomowany w latach 1921–1922.